# David Liaño González
David Liaño González (Ciudad de México, 1979) es un alpinista y aventurero mexicano que ha logrado ascender a la cima del monte Everest en siete ocasiones, así como lograr las Siete Cumbres del alpinismo que consiste en subir la montaña más alta de cada continente. 

## Primeras expediciones
Inició en el alpinismo escalando los volcanes alrededor de Ciudad de México, Sin embargo fue hacia principios de 2003 cuando comenzó a interesarse en participar en expediciones internacionales a través del Club Alpino Mexicano. Participando con el Club, realizó una expedición a Bolivia, logrando ascender a las cumbres del Tarija (5255 m), Pequeño Alpamayo (5410 m), Condoriri (5648 m) y Huayna Potosí (6088 m).

## Las Siete Cumbres
Las Siete Cumbres del alpinismo (conocido también como el Grand Slam) consiste en realizar un ascenso a la montaña más alta de cada continente. Estas montañas son:
-Aconcagua (6962 m), Sudamérica
-Monte Denali (6194 m), Norteamérica
-Kilimanjaro (5895 m), África
- Monte Kosciuszko (2228 m), Australia / Pirámide de Carstensz (4884 m), Oceanía
-Monte Everest (8850 m), Asia
-Monte Elbrús (5642 m), Europa
-Vinson (4897 m), Antártica
A pesar de que comúnmente se reconoce a Oceanía como un continente, y el punto más alto sería la pirámide de Carstensa, existe la controversia de si Australia es un continente por separado y por lo tanto el punto más alto debería de ser el Kosciuszko. Para evitar caer en discusiones, David Liaño realizó el ascenso a ambas montañas.
Las Siete Cumbres se caracterizan por presentar al alpinista condiciones muy diferentes para cada montaña y retos particulares para cada una de ellas como, por ejemplo, el frío del Denali, la dificultad logística en el Vinson o la altura en el monte Everest.
Logró su primer ascenso a una de las montañas de las Siete Cumbres en enero de 2004, llegando a la cima del Aconcagua a través de la ruta de falsos polacos. En junio de ese mismo año, alcanzó la cumbre del monte Denali, la montaña más alta de Norteamérica, siguiendo la ruta del West Buttress. En 2005 continuó con este proyecto primero llegando a la cima del Kilimanjaro a través de la ruta Machame. De camino a Nepal para subir el monte Everest, realizó una parada en Australia para ascender a la cumbre del Kosciuszko.
En la temporada de primavera de 2005, formó parte de la expedición al monte Everest internacional de Alpine Ascents International. Esta temporada se caracterizó por ser una de las más complejas desde que se llevan registros debido a la falta de una ventana de buen clima que permitiera el ascenso, como comúnmente sucede antes de la llegada del monzón. Estadísticamente, los primeros ascensos ocurren en la primera semana de mayo, pero en esta ocasión se logró llegar a la cima por primera vez, por la ruta de la arista Sur Este, el 30 de mayo de 2005.
Continuó con el proyecto de las Siete Cumbres ascendiendo en julio de ese mismo año a la cima del monte Elbrús en Rusia. A principios de 2006 logró llegar a la cumbre del monte Vinson. Debido a la inestabilidad política que existe en Papúa Nueva Guinea, y para poder completar la versión las Siete Cumbres que incluye a la pirámide de Carstensz como la montaña más alta de Oceanía, logró volar directamente hasta el campamento base, sobrepasando los problemas de logística y acceso a la montaña. Llegó a la cima en junio de 2006 y tardando 2 años 195 días y teniendo una edad de 26 años 211 días, siendo tan solo el tercer mexicano en lograrlo, el más joven de ellos, y el más rápido.

## Monte Everest - Lhotse 2008
En la primavera de 2008, regresó nuevamente a los Himalayas para intentar un doble ascenso al monte Everest y al Lhotse, la cuarta montaña más alta del mundo. Esta temporada se caracterizó por coincidir con el año de celebración de los Juegos Olímpicos en China y que el comité organizador de los Juegos realizara un ascenso a la cima de la montaña por el lado de Tíbet. Para poder garantizar la seguridad de los alpinistas chinos, se limitó el ascenso del resto de los alpinistas hasta que estos hubieran llegado a la cima. A pesar de estas dificultades, consiguió llegar a la cima del Lhotse el 21 de mayo y cinco días después, el 26 de mayo, alcanzó la cumbre del monte Everest por segunda ocasión. Otro objetivo de esta expedición fue el crear conciencia del impacto que tiene el cambio climático en los glaciares y cómo esto afecta a las comunidades de los Himalayas.

## Doble ascenso al monte Everest en 2010
El monte Everest se encuentra ubicado entre las fronteras de Nepal y China, y prácticamente todos los ascensos que se han realizado se caracterizan por un ascenso y descenso por la misma cara de la montaña en que se inició. Aunque han sido varios los alpinistas que han logrado subir por ambas caras de la montaña en temporadas diferentes, hasta el momento nadie ha conseguido ascender por los dos lados de la montaña en la misma temporada. David Liaño intentó este proyecto en la primavera de 2010, iniciando el primero ascenso por el lado de la montaña ubicado en China y finalizando por el lado de Nepal. Al sufrir de problemas de salud durante la primera parte de la expedición, desistió de su ascenso por el lado de China y se dirigió a Nepal en donde consiguió escalar por tercera vez hasta la cima del monte Everest.

## Otras montañas
Además de las montañas mencionadas anteriormente, ha logrado conseguir ascensos al Cho-Oyu (sexta montaña más alta del mundo con 8,201m), Monte Pólux, Matterhorn, Mont Blanc, Ama Dablam, Monte Rainier, Cerro Mururata, Mt. Shucksan, entre otras.